# Evangelische Kirche Büßfeld

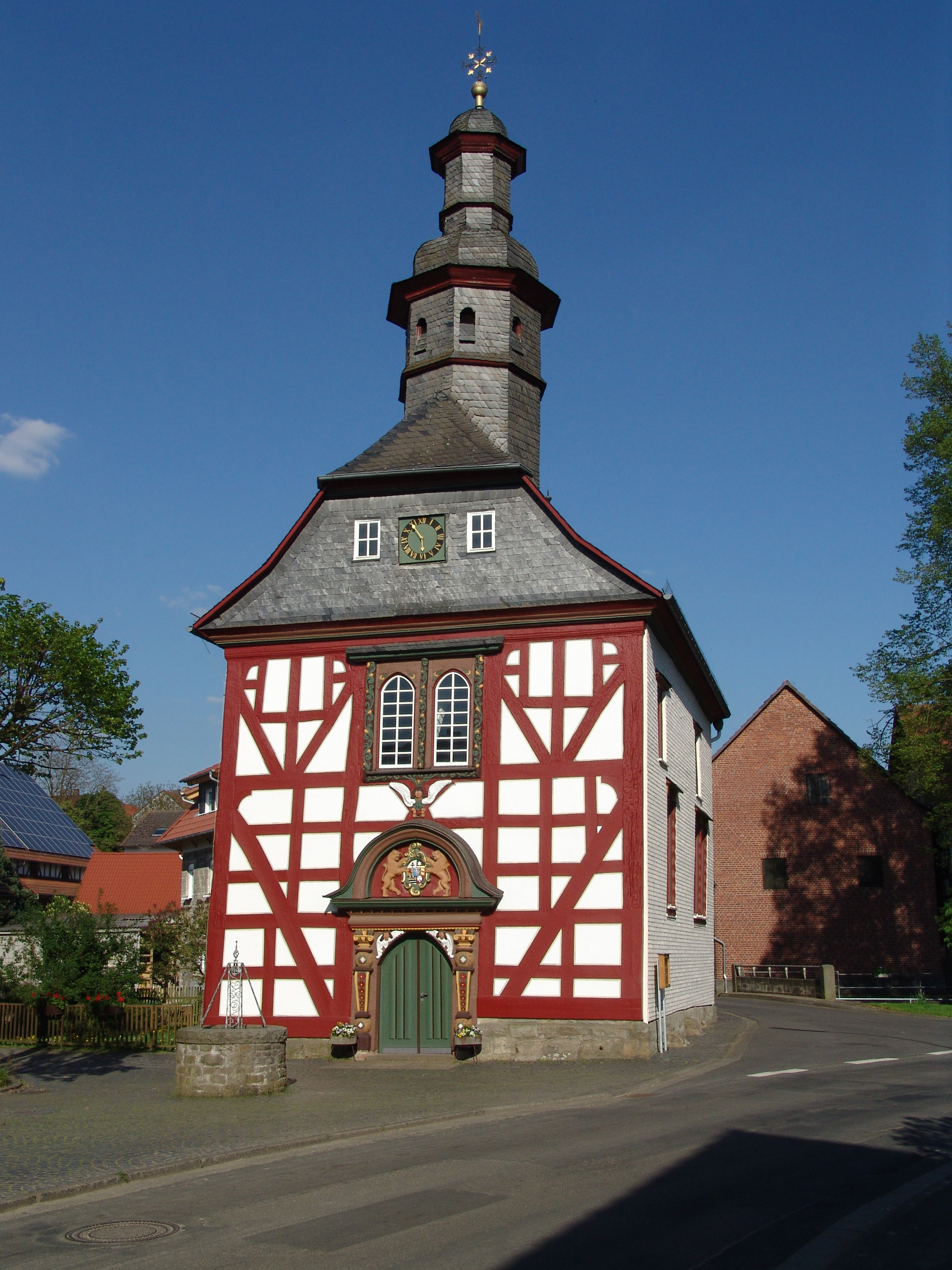
Evangelische Kirche

Die evangelische Kirche ist ein denkmalgeschütztes Kirchengebäude in Büßfeld, einem Ortsteil der Stadt Homberg im Vogelsbergkreis (Hessen). Die Kirchengemeinden Deckenbach, Schadenbach und Büßfeld gehören zum Dekanat Vogelsberg in der Propstei Oberhessen der Evangelischen Kirche in Hessen und Nassau.
Der reiche, zweizonige Fachwerkbau mit dreiseitigem Schluss wurde 1700 errichtet. Das Krüppelwalmdach ist mit einem Dachreiter bekrönt. Die Holzgewölbe im Chorraum ruhen auf Wanddiensten. Das Westportal wurde geschnitzt, die Fensterumrahmungen verziert. Die Ausstattung stammt überwiegend aus der Erbauungszeit. Die Kanzel ist bemerkenswert, die Orgel wurde um 1800 mit Teilen von 1700 gebaut.